# Textredigerare

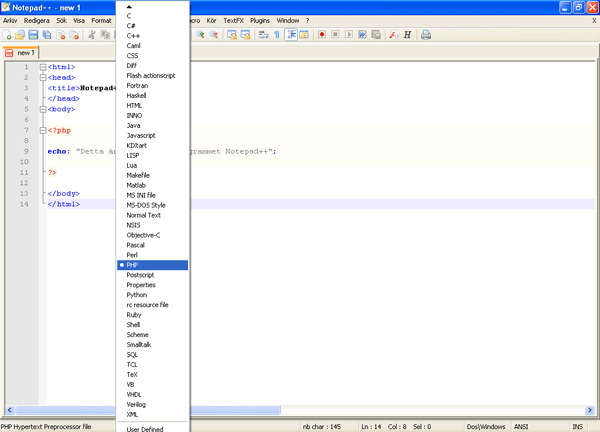
Notepad++ är ett exempel på textredigerare

En textredigerare eller editor är ett datorprogram för att redigera oformaterad text, i den meningen att filen inte innehåller dolda koder för textstorlek, typsnitt och liknande, till skillnad från ordbehandlare.
Moderna textredigerare kan ha stöd för många olika dokumentformat, också sådana som inte med bästa vilja kan kallas oformaterad text, men vad man ser på skärmen är innehållet i själva den fil man redigerar. Textredigeraren kan dölja ointressanta delar av filen eller filerna, färglägga syntaktiska element och lägga in hyperlänkar mellan relaterade avsnitt – men visar i motsats till WYSIWYG-program inte i första hand det utseende ett dokument är avsett att få vid utskrift.
Textredigerare används ofta vid programmering, konfiguration av datorsystem, vid författande av e-brev och inlägg i diskussionsfora (såsom usenet), och vid författande av dokument med hjälp av olika märkspråk (såsom LaTeX, SGML och HTML). Många system för enskilda sådana funktioner har enkla inbyggda textredigerare, men ofta också möjlighet att koppla in ett mångsidigare externt program. Omvänt innehåller en del textredigerare en integrerad utvecklingsmiljö, ett e-postprogram eller annan funktionalitet som inte ingår i begreppet.

## Historia
Tidiga textredigerare var radeditorer, ursprungligen anpassade för elektromekaniska teleprintrar (TTY:er). Med dessa ger man editeringskommandon med vilka man modifierar dokumentet. Själva dokumentet eller delar av det skrivs bara ut på begäran – annat hade varit pappersslöseri. Sådana editorer är till exempel TECO och QED från 1960-talet och Unix' klassiska ed och ex.
Med införandet av videoterminaler blev det ändamålsenligt att visa dokumentet på skärmen medan man redigerade det och stöd för piltangenter blev viktigare än andra adresseringssätt. Moderna editorer fungerar så och har dessutom i allmänhet menyer och stöd för pekdon (till exempel mus). Vissa editorer, såsom vi, har också bibehållit det kraftfulla kommandospråket.

## Kända textredigerare
- Anteckningar (Notepad) – en enkel textredigerare som följer med Microsoft Windows
- EDIT – följde med MS-DOS från och med version 5 och ingår även i Windows
- EDLIN – följde med de tidiga versionerna av MS-DOS.
- GNU Emacs – en fri, utökningsbar och självdokumenterande textredigerare
- jed – textredigerare i unix och unix-liknande system
- JEditor – javabaserad texteditor
- Kate – textredigerare utvecklad för KDE
- mg – en miniversion av emacs (ursprungligen MicroGnuEmacs)
- nano – en fri klon av pico, vanlig i GNU/Linux
- Pico – enkel textredigerare för e-postprogrammet pine
- Textredigerare – standard i OS X
- Ultra Editor – en kraftfull texteditor för Microsoft Windows
- vi – äldre textredigerare till Unix
- Vim – en utbyggd version av vi